# Dieceza de Erfurt

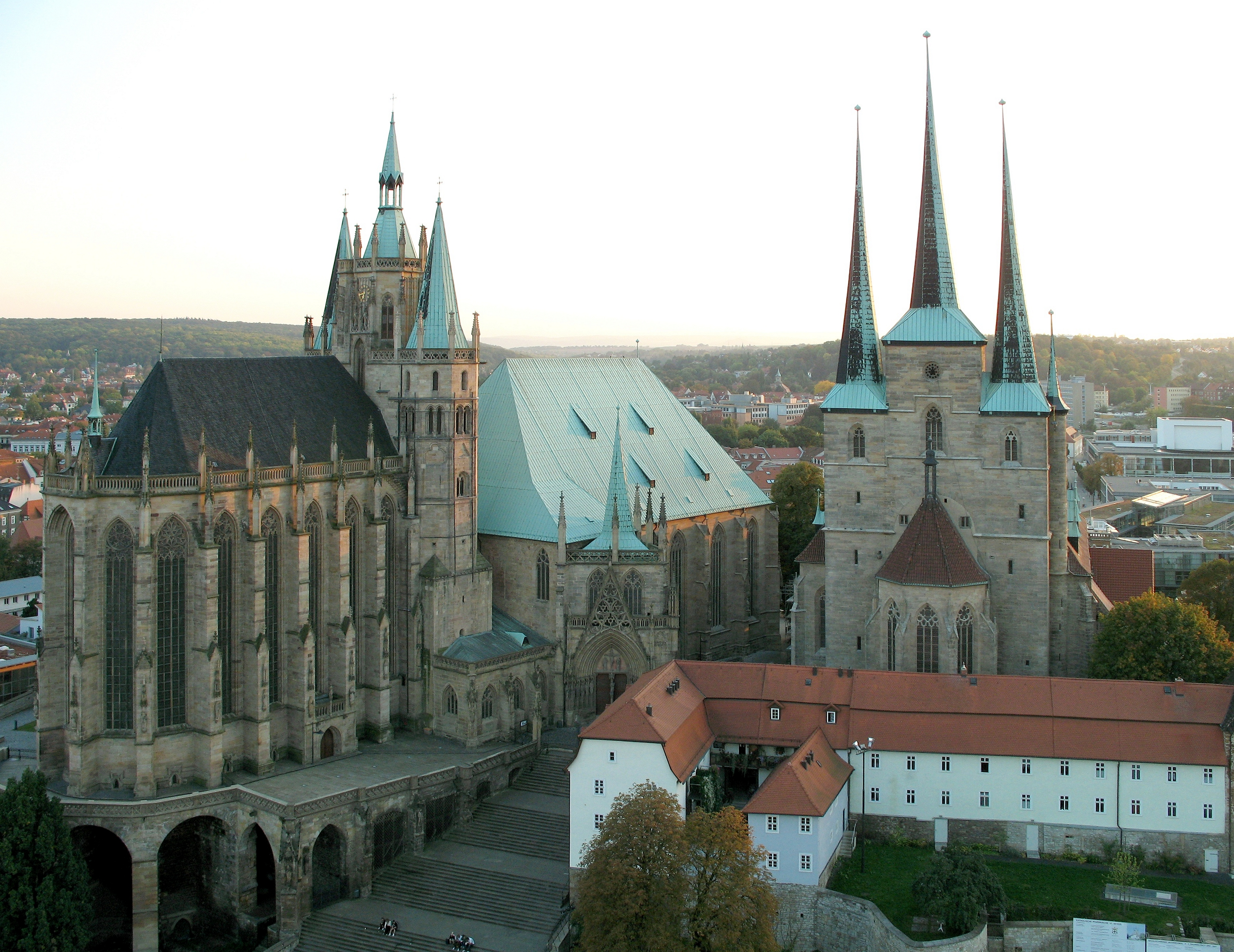
Catedrala din Erfurt

Dieceza de Erfurt (în latină Dioecesis Erfordiensis) este una din cele douăzecișișapte de episcopii ale Bisericii Romano-Catolice din Germania, cu sediul în orașul Erfurt. Dieceza de Erfurt se află în provincia mitropolitană a Arhidiecezei de Paderborn.

## Istoric
Episcopia a fost întemeiată în anul 742 de către Sfântul Bonifaciu, dar în anul 755 a fost desființată iar teritoriul ei a fost înglobat în cel al Arhiepiscopiei de Mainz. Singurul episcop a fost un anume Adalar.
În anul 1994 dieceza a fost reînființată ca sufragană a Arhiepiscopiei de Paderborn.